# دانيال وودز
دانيال وودز (بالإنجليزية: Daniel Woods)‏ هو متسلق صخور ‏ أمريكي، ولد في 1 أغسطس 1989 في ريتشاردسون في الولايات المتحدة.

## وصلات خارجية
- دانيال وودز على موقع الاتحاد الدولي لرياضة التسلق (الإنجليزية)
- دانيال وودز على موقع IMDb (الإنجليزية)
- دانيال وودز على موقع قاعدة بيانات الفيلم (الإنجليزية)